# Carmelo (football, 1930)
Pour les articles homonymes, voir Carmelo.
Carmelo Cedrún Ochandátegui, plus communément appelé Carmelo (né le 6 décembre 1930 à Amorebieta-Etxano au pays basque espagnol) est un joueur de football international espagnol, qui évoluait au poste de gardien de but, avant de devenir ensuite entraîneur.
Son fils, Andoni, était également footballeur.

## Biographie

### Carrière de joueur

#### Carrière en club
Avec le club de l'Athletic Bilbao, il remporte un championnat d'Espagne et trois Coupes d'Espagne.
Avec cette même équipe, il dispute six matchs en Coupe d'Europe des clubs champions lors de la saison 1956-1957. Le club basque atteint les quarts de finale de cette compétition, en étant battu par le club anglais de Manchester United.
De 1950 à 1967, il dispute un total de 416 matchs en première division espagnole.

#### Carrière en sélection
Avec l'équipe d'Espagne, il joue 13 matchs (pour aucun but inscrit) entre 1954 et 1963. 
Il joue son premier match en équipe nationale le 14 mars 1954 contre la Turquie et son dernier le 13 juin 1963 contre l'Écosse.
Il figure dans le groupe des sélectionnés lors de la Coupe du monde de 1962. Lors du mondial organisé au Chili, il joue deux matchs : contre la Tchécoslovaquie puis contre le Mexique.

### Carrière d'entraîneur
Il dirige un total de 214 matchs dans les championnats professionnels espagnols.

## Palmarès
| Athletic Bilbao - Championnat d'Espagne (1) : - Champion : 1955-56. - Vice-champion : 1951-52. - Coupe d'Espagne (3) : - Vainqueur : 1954-55, 1955-56 et 1957-58. |  | Barakaldo - Championnat d'Espagne D3 (1) : - Champion : 1971-72. |